# Прелюдия, ария и финал
«Прелюдия, ария и финал» (фр. Prélude, Aria et Final) — произведение Сезара Франка для фортепиано, написанное в 1887 году. Посвящено пианистке Мари Леонтине Борд-Пен и впервые исполнено ею 12 мая 1888 года (как отмечается в современном обзоре, «величие и благородство [пьесы Франка] выходили за пределы понимания публики»). Примерная длительность звучания — 22 минуты.
Наряду с «Прелюдией, хоралом и фугой» «Прелюдия, ария и финал» знаменуют обращение Франка к фортепианной музыке после длительного перерыва, в течение которого он был сосредоточен преимущественно на сочинениях для органа (в молодости Франк сочинял, в видах заработка, для фортепиано чисто эстрадные пьесы, надолго отвратившие его от этого инструмента). Трёхчастная структура обеих пьес апеллирует к традиционной сонатной композиции и в то же время противостоит ей — примерно в том же идейном смысле, в каком симфоническая поэма, одним из пионеров которой был Франк, противостоит традиционной симфонии; кроме того, специалисты говорят о влиянии органного творчества Франка на фортепианное. Эта музыка, по мнению критика журнала Gramophone, требует от пианиста большого мастерства, но не в смысле виртуозности, а в отношении безупречной ясности и тонкой колористики.
Классическая запись «Прелюдии, арии и финала» была осуществлена в 1932 году Альфредом Корто. Из более поздних записей можно отметить версии Стивена Хафа и Хорхе Болета. Ренцо Сильвестри переложил пьесу для двух фортепиано.